# 123 (število)
123 (stó tríindvájset) je naravno število, za katero velja 123 = 122 + 1 = 124 - 1.

## V matematiki
- sestavljeno število.
- polpraštevilo.
- Lucasovo število.

## Drugo

### Leta
- 123 pr. n. št.
- 123, 1123, 2123